# Ugărčin
Ugărčin (bulharsky Угърчин) je město ležící na centrálním severu Bulharska, v severní části Předbalkánu. Město je správním střediskem stejnojmenné obštiny a má přibližně 2 700 obyvatel.

## Historie
O minulosti sídla a jeho okolí je málo informací. Přitom nálezy dokládají, že sídlo patří mezi k nejstarším ve zdejší oblasti. Z nalezených předmětů bylo zjištěno, že zde s malými přerušeními existuje osídlení od pravěku, a to od doby měděné, jak dokládají nalezené pohřby. Osídlení trvalo i v době bronzové (2400 – 2200 př. n. l.). Poblíž se dochovala malá mohyla halštatské kultury. Dochovaly se stopy po thráckém osídlení v římské době. V 7. století sem přišli Slované. Poprvé je jméno Ugarçin zmíněno v osmanském dokumentu v roce 1485. Obec získala status města v roce 1968.

## Obyvatelstvo
Ve městě žije 2 650 obyvatel a je zde trvale hlášeno 2 773 obyvatel. Podle sčítání 1. února 2011 bylo národnostní složení následující:
- Bulhaři: 1 957 (91.2 %)
- Romové: 155 (7.2 %)
- Turci: 33 (1.5 %)

Od konce druhé světové války počet obyvatel trvale klesá z tehdejších osmi tisíc obyvatel.